# Bryan Elsley
Bryan Elsley (Dalkeith, Midlothian, 17 de mayo de 1961) es un guionista escocés, especialmente conocido por su cocreación en E4 del drama adolescente Skins con su hijo, Jamie Brittain. Otros de sus trabajos en dramas de televisión son 40, Rose and Maloney, Nature Boy, The Young Person's Guide to Becoming a Rock Star, The Crow Road, Dates y Govan Ghost Story.

## Educación y carrera
Tras graduarse, Elsley estudió Inglés e Historia en la Facultad de Alcuin (Alcuin College) de la Universidad de York en York, Inglaterra, graduándose en 1982.
Durante sus estudios en la Universidad de York, Elsley conoció y colaboró con el actor, escritor y director Harry Enfield. Juntos crearon un dúo cómico: "Dusty and Dick", y actuaron en el festival alternativo Edinburgh Fringe. 
Entonces fue cuando Elsley comenzó su carrera como escritor para teatro, persiguiendo la profesión de guionista tras separarse de Enfield. Durante tres años, Elsley fue director artístico del Pocket Theatre Cumbria, que tenía lugar en el Brewery Arts Centre de Kendal. Al mismo tiempo también escribía episodios para las series de televisión Casualty y London's Burning. Éstas, junto a Govan Ghost Story (1989) le abrieron otras puertas que le dirigieron hacia nuevas oportunidades para escribir en televisión. Su oportunidad definitiva fue cuando la BBC le permitió adaptar a la televisión la novela de Iain Banks The Crow Road. 
Fue en 2007 cuando la cocreación con su hijo Jamie Brittain vio la luz: Skins. Desafortunadamente, el 18 de marzo de 2010, Elsley anunció a través del blog oficial de Skins que el último capítulo de la cuarta temporada sería el último que le tendría como guionista, aunque cabe destacar que Elsley volvió a la serie para escribir el primer capítulo de la sexta en el año 2012. También formó parte de Skins (serie estadounidense) como productor ejecutivo en 2011, pero lamentablemente ésta fue cancelada tras la emisión de su primera temporada en MTV Networks. 
En enero de 2016 se confirmó que Channel 4 emitiría su último proyecto: Kiss Me First, que es una adaptación de la novela de Lottie Moggach con el mismo nombre. 

## Vida personal
Elsley tiene cinco hijos y actualmente vive en Kentish Town, Londres. 

## Películas y televisión
- The Crow Road (1996)
- The Young Person's Guide to Becoming a Rock Star (1998)
- Nature Boy (1999)
- Complicity (2000)
- 40 (2003)
- Rose and Maloney (2002–2005)
- Skins (2007–2013)
- Skins (serie estadounidense) (2011)
- Dates (2013)